# The Great Dictator

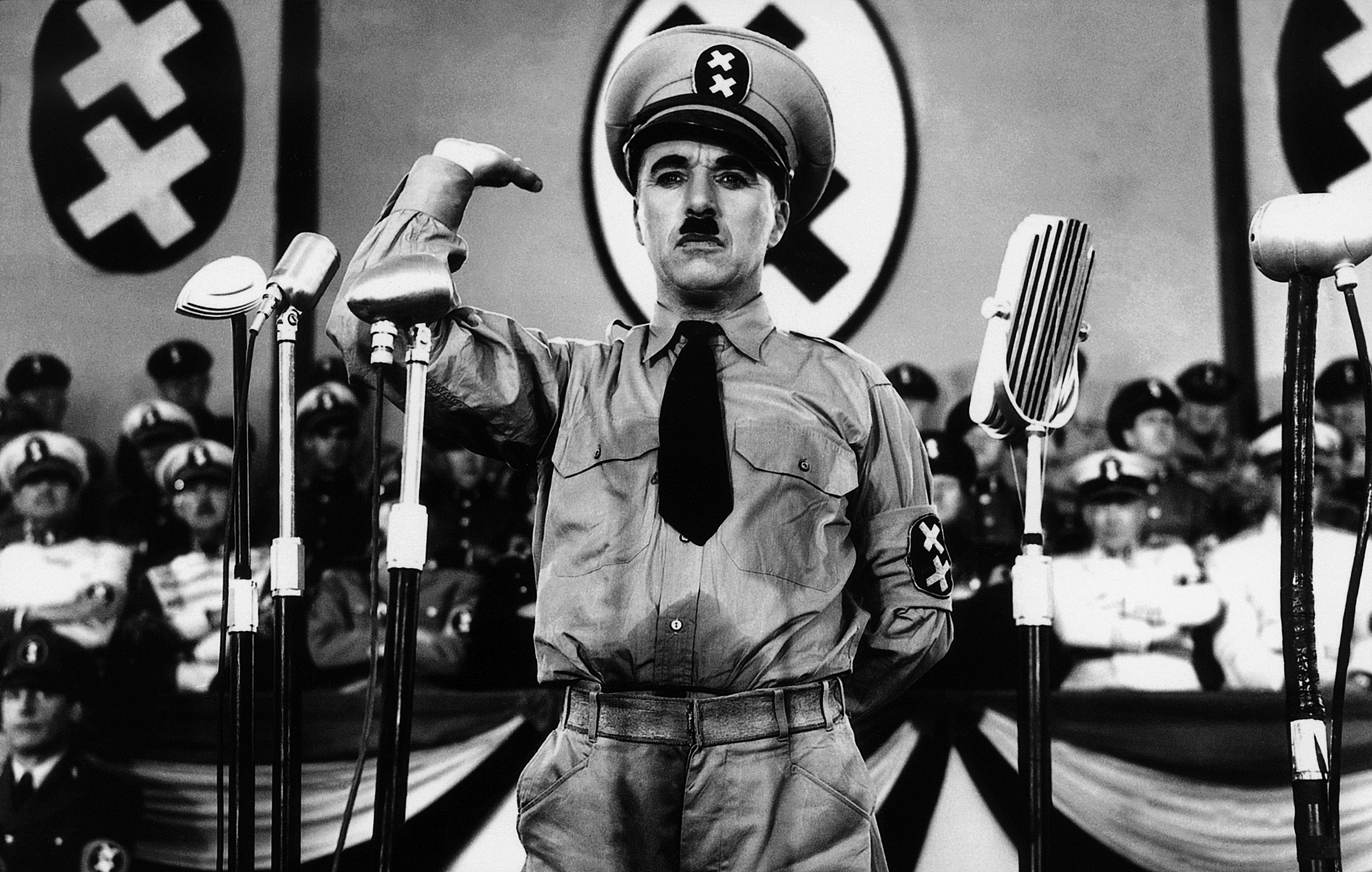
Charlie Chaplin als dictator Adenoid Hynkel in The Great Dictator

The Great Dictator is een film uit 1940 geschreven en geregisseerd door Charlie Chaplin, die ook de hoofdrol speelt. Het is vooral een satirische kijk op de toenmalige dictator Adolf Hitler, die in de film Adenoid Hynkel heet. Ook is een parodie op de dictator Benito Mussolini te zien, die in de film Benzino Napaloni wordt genoemd.
Chaplin speelt zelf twee rollen in The Great Dictator: die van een joodse kapper en die van de dictator Hynkel. Dit is de eerste film waarin Chaplin spreekt.
Alhoewel Chaplin al eind jaren 30 aan de film werkte, verscheen hij uiteindelijk pas in 1940 in de zalen, toen Hitler al grote delen van Europa veroverd had. In eerste instantie werd de film in de VS niet goed ontvangen en sprak de toenmalige regering zelfs van een aanval op "een staatshoofd van een bevriend land". De populariteit van de film steeg pas toen de VS in 1941 ook bij de Tweede Wereldoorlog betrokken raakte vanwege de aanval op Pearl Harbor en zodoende The Great Dictator gebruikt kon worden als propagandafilm. Tijdens de Neurenbergprocessen bleek dat de film twee keer opduikt in overzichten van films die naar Hitler gestuurd zijn. Een ooggetuige uit de kringen rondom Hitler is ervan overtuigd dat Hitler de film heeft gezien.
Chaplin gaf overigens later aan dat als hij had geweten wat Hitler later allemaal voor vreselijks zou doen, hij nooit deze (komische) film zou hebben gemaakt.

## Geen "Tramp"-film
Hoewel het personage van de zwerver al in zijn vorige film Modern Times (1936) met pensioen was gegaan, draagt Chaplin in deze film wel weer de kledij (zwarte jas, hangbroek, bolhoed en wandelstok) van dit typetje. Hij wilde alleen niet dat deze film bij voorbaat al werd bestempeld als de zoveelste "Tramp"-film, vandaar dat hij van de joodse kapper een personage op zich maakte en hem met opzet naamloos liet.

## Toespraak
Aan het eind van de film houdt Chaplin een toespraak die wordt gezien als een van de beste toespraken in de filmgeschiedenis. Deze redevoering diende als een pleidooi voor vrede in een wereld gehuld in wanhoop. Een op de zolder van Chaplins huis gevonden kleurenfilm, door Chaplins broer Sydney opgenomen tijdens de productie van The Great Dictator, laat zien dat de toespraak echter op het laatste moment werd ingevoegd. Aanvankelijk had Chaplin een heel ander einde voor ogen, maar vanwege technische problemen werd voor de toespraak gekozen.

## Namen
In deze film worden een aantal bestaande personen en zaken gepersifleerd. Een lijstje met namen:
| Acteur           | Personage                                                 | Persiflage op    |
| ---------------- | --------------------------------------------------------- | ---------------- |
|                  | Tomainia                                                  | Duitsland        |
|                  | Bacteria                                                  | Italië           |
|                  | Aroma                                                     | Rome             |
|                  | Osterlich                                                 | Oostenrijk       |
| Charlie Chaplin  | Adenoid Hynkel ("adenoid" betekent 'neusamandel')         | Adolf Hitler     |
| Charlie Chaplin  | Joodse barbier                                            |                  |
| Henry Daniell    | Garbitsch (verwijst naar "garbage", wat 'afval' betekent) | Joseph Goebbels  |
| Billy Gilbert    | Herring (haring)                                          | Hermann Göring   |
| Jack Oakie       | Benzino Napaloni                                          | Benito Mussolini |
| Paulette Goddard | Hannah                                                    |                  |

## Symbool
Het symbool van het rijk van dictator Hynkel is twee kruisen, in plaats van het hakenkruis van Hitler. Het Engelse woord "double-cross" betekent 'bedrog'.

## Gebruikte talen
De drie talen die zijn gebruikt zijn nep-Duits, Engels en enigszins gewijzigd Esperanto. De taal die Charlie Chaplin in zijn toespraak gebruikte is een mengvorm van Engels, Duits en een verzameling klanken die de taal op Duits doet lijken. Een voorbeeld is de zin "Free sprecken shtonk" ('Vrijheid van meningsuiting wordt afgeschaft'). "Free" is gebaseerd op Engels "free". "Sprecken" is gebaseerd op Duits "sprechen" (Chaplin verving de klank /ç/ door /k/, mogelijk omdat hij de eerstgenoemde klank niet kon uitspreken). "Shtonk" zou verwant kunnen zijn met Engels "to stink" of Duits "stinken". Het zou een opvatting of een maatregel van Adenoid Hynkel kunnen zijn.
De opschriften op winkels in het dorp van de Joodse barbier (eveneens gespeeld door Charlie Chaplin) lijken zeer op het Esperanto. Voor de rest wordt Engels als taal gebruikt.

## Amsterdam
Tijdens de scène waarin een professor een demonstratie geeft van de compactste parachute ter wereld, speelt de stad Amsterdam een bijrol. Wanneer de professor door het open raam springt, zijn de torens van de Sint-Nicolaaskerk, de spits van de Oude Kerk en het dak van de Effectenbeurs te zien. Charlie Chaplin gebruikte een foto genomen vanaf het torentje van de Bijenkorf als achtergrond.